# Salvador Alemany
Salvador Alemany Mas (Barcelona, 27 de marzo de 1944) es un empresario español, presidente desde mayo de 2011 de la multinacional Abertis. Y Presidente de la Fundación del Gran Teatre del Liceu.

## Trayectoria profesional
Se licenció en Economía por la Universidad de Barcelona y cursó un MBA en el IESE Business School - Universidad de Navarra. También es profesor mercantil y censor jurado de cuentas. Antes de ocupar el cargo de presidente de Abertis, fue consejero de Aucat y vicepresidente de Ibérica de Autopistas (Iberpistas), ambas filiales de la empresa.
En su faceta más social, fue presidente de Cruz Roja Barcelona y vicepresidente de Cruz Roja de Cataluña. Presidió la sección de baloncesto del FC Barcelona de 1986 a 2003 y ocupó una de las vicepresidencias del club. En diciembre de 2010, Artur Mas le ofreció ser consejero de Economía de la Generalidad de Cataluña, negándose a ocupar el cargo,[cita requerida] aunque más tarde aceptó el cargo de asesor de Artur Mas.
En 2015 el Col·legi d'Economistes de Catalunya le distinguió como colegiado de mérito. 